# Mosaikschwanz-Riesenratten
Die Mosaikschwanz-Riesenratten (Uromys), manchmal auch als Riesen-Nacktschwanzratten bezeichnet, sind eine Nagetiergattung aus der Unterfamilie der Altweltmäuse (Murinae). Die Gattung umfasst elf Arten.

## Merkmale
Diese Nagetiere erreichen eine Kopfrumpflänge von 20 bis 34 Zentimeter, hinzu kommt noch ein 23 bis 38 Zentimeter langer Schwanz. Ihr Gewicht beträgt 350 bis 1020 Gramm. Ihr Fell ist kurz und meist rau, an der Oberseite variiert seine Färbung von grau über verschiedene Brauntöne bis schwärzlich, die Unterseite ist weißlich oder grau. Die Schuppen des äußerst spärlich behaarten Schwanzes sind im Gegensatz zu den meisten anderen Altweltmäusen mosaikförmig angeordnet. Bei manchen Arten ist der Schwanz völlig schwarz, bei anderen an der Spitze weiß oder gelb.

## Verbreitung und Lebensweise
Mosaikschwanz-Riesenratten leben auf Neuguinea samt vorgelagerten Inseln, im äußersten Norden Queenslands (Australien) sowie auf den Salomonen-Inseln Guadalcanal und Vangunu. Die meisten Arten können gut klettern und sind Baumbewohner. Ihr Schwanz ist zwar nicht als Greifschwanz entwickelt, sie können ihn aber um Zweige wickeln, wo er dank der speziellen Anordnung der Schuppen einen guten Halt bietet. Drei Arten, Uromys neobritannicus, Uromys imperator und Uromys porculus, sind Bodenbewohner. Sie errichten Nester in Baumhöhlen. Ihre Nahrung besteht aus Nüssen, Früchten und Blüten.
Nachstellungen durch eingeschleppte Katzen und andere Tiere sowie die Lebensraumzerstörung gefährden die Mosaikschwanz-Riesenratten. Drei der zehn Arten sind möglicherweise bereits ausgestorben und werden von der IUCN bis zur Bestätigung als „vom Aussterben bedroht“ (critically endangered) gelistet. Lediglich zwei Arten sind laut IUCN nicht gefährdet.

## Systematik
Innerhalb der Altweltmäuse sind die Mosaikschwanz-Riesenratten die Namensgeber der Uromys-Gattungsgruppe, einer in Australien, Neuguinea und den Salomonen lebenden Gruppe, die daneben noch die Gattungen Mosaikschwanzratten (Melomys), Paramelomys, Protochromys und Nacktschwanzratten (Solomys) umfasst.
Nach genetischen Untersuchungen von Lecompte et al. (2008) sind die Tiere der Uromys-Gruppe Teil einer vorwiegend in Neuguinea und Australien verbreiteten Radiation der Altweltmäuse, den Hydromyini. Diese Radiation umfasst noch die Chrotomys-Gruppe, die Hydromys-Gruppe, die Lorentzimys-Gruppe, die Pogonomys-Gruppe, die Pseudomys-Gruppe und die Xeromys-Gruppe. Mit den Eigentlichen Ratten (Rattus) sind sie hingegen nur entfernt verwandt.
Die Gattung umfasst elf Arten, die in zwei Untergattungen aufgeteilt werden können:
- Untergattung Cyromys – diese Tiere leben auf den Salomonen:
  - Die Kaiserriesenratte (Uromys imperator) wurde seit Ende des 19. Jahrhunderts nicht gesichtet und ist möglicherweise bereits ausgestorben.
  - Die Guadalcanal-Riesenratte (Uromys porculus) wurde ebenfalls seit Ende des 19. Jahrhunderts nicht gesichtet und ist möglicherweise bereits ausgestorben.
  - Die Königs-Riesenratte (Uromys rex) lebt auf Guadalcanal und ist „stark gefährdet“ (endangered).
  - Die Vangunu-Riesenratte (Uromys vika) lebt auf Vangunu und ist wegen der Zerstörung ihres Lebensraums vom Aussterben bedroht.[1]
- Untergattung Uromys – diese Tiere leben auf Neuguinea samt umliegenden Inseln sowie Nordost-Australien:
  - Die Schwarzschwanz-Riesenratte oder Gebirgs-Mosaikschwanz-Riesenratte (Uromys anak) ist im neuguineischen Zentralgebirge weit verbreitet.
  - Die Biak-Riesenratte (Uromys boeadii) lebt nur auf der Insel Biak. Ihre Population sinkt rapide, die Art gilt als „vom Aussterben bedroht“ (critically endangered).
  - Die Weißschwanz-Riesenratte (Uromys caudimaculatus) ist in Neuguinea und Nordost-Australien weit verbreitet.
  - Die Emma-Riesenratte (Uromys emmae) ist nur von der Insel Owi vor der Nordküste Neuguineas bekannt und möglicherweise bereits ausgestorben.
  - Die Queensland-Riesenratte (Uromys hadrourus) lebt in Nordost-Queensland und gilt als „gefährdet“ (vulnerable).
  - Die Neubritannien-Riesenratte oder Bismarck-Riesenratte (Uromys neobritannicus) bewohnt die Insel Neubritannien und wird als „auf der Vorwarnliste“ (near threatened) gelistet.
  - Die Kai-Riesenratte oder Kei-Inseln-Riesenratte (Uromys siebersi) lebt auf den Kai-Inseln. Ihr Gefährdungsgrad ist unklar.